# Celsus

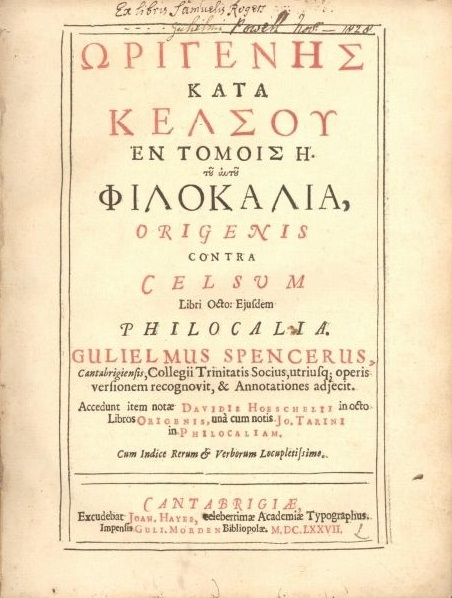
Origen, Contra Celsum (ediția 1676)

Celsus (în greacă Κέλσος, Kélsos) a fost un filosof grec din secolul al II-lea și adversar al creștinismului timpuriu⁠(d). Este cunoscut pentru opera sa literară, Despre adevărata doctrină (sau Discursul, cuvântul adevărat; greacă: Λόγος Ἀληθής, Logos Alēthēs), care supraviețuiește exclusiv prin citate din ea, în Contra Celsum, o apologie scrisă în 248 de Origen din Alexandria. Despre adevărata doctrină este cea mai cunoscută critică cuprinzătoare despre creștinism. A fost scrisă între anii 175 și 177, la scurt timp după moartea lui Iustin Martirul și Filozoful (care a fost probabil primul apolog creștin), și a fost probabil un răspuns la lucrările acestuia.

## Lucrări
Celsus a fost autorul unei lucrări intitulate Cuvântul adevărat (Logos Alēthēs). Cartea a fost suprimată de comunitatea creștină în creștere, și interzisă în 448 d.Hr., prin ordinul lui Valentinian al III-lea și Teodosie II, împreună cu cele 15 cărți ale lui Porfirie care atacă creștinii, Filozofia din Oracole, astfel încât nu există exemplare complete, dar poate fi reconstruit din raportul detaliat al lui Origen despre acesta în apologia sa ce numără 8 volume, unde îl citează pe Celsus pe larg. Opera lui Origen a supraviețuit și astfel a păstrat lucrarea lui Celsus cu aceasta.
Celsus pare să se intereseze de religia egipteană antică și părea să știe de logos-teologia evreiască elenistică, ambele sugerează că Adevărata Doctrină a fost compusă în Alexandria. Celsus a scris într-o perioadă în care creștinismul crește. Origen indică faptul că Celsus era un epicurian care trăia sub împăratul Hadrian ; dar argumentele lui Celsus sugerează mai degrabă că a fost un eclectic și filozof activ în timpul domniei lui Marcus Aurelius.
Celsus scrie că „există o doctrină străveche [ archaios logos ] care a existat de la început, care a fost întotdeauna menținută de cele mai înțelepte națiuni și orașe și oameni înțelepți”. El îi lasă pe evrei și pe Moise din cei pe care îi citează (egipteni, sirieni, indieni, perși, odrysieni, samotraci, eleusinieni, hiperboreeni, galactofagi, druizi și geți) și, în schimb, îl învinovățește pe Moise pentru corupția religiei antice: „caprele alături de păstorii care l-au urmat pe Moise în calitate de conducător au fost amăgiți de înșelători stângace în gândul că există un singur Dumnezeu, [și] fără nicio cauză rațională ... acești păstori au abandonat închinarea Zeilor". Cu toate acestea, critica cea mai aspră a lui Celsus a fost rezervată creștinilor, care „se zidesc și se desprind de restul omenirii”.
Celsus a inițiat un atac critic asupra creștinismului, ridiculizând multe dintre dogmele sale. El a scris că unii evrei au spus că tatăl lui Isus era de fapt un soldat roman pe nume Pantera . Origen a considerat aceasta o poveste fabricată. În plus, Celsus s-a adresat minunilor lui Isus, considerând că „Isus și-a îndeplinit minunile prin intermediul vrăjitoriei ( γοητεία )”:
„O lumină și adevăr! el declară, cu propria sa voce, așa cum ați consemnat voi înșivă, că vor veni la voi chiar și alții, folosind minuni de același fel, care sunt oameni răi și vrăjitori; și Satana. Pentru ca Isus însuși să nu nege că aceste lucrări sunt cel puțin deloc divine, ci sunt faptele oamenilor răi; și fiind forțat de forța adevărului, el nu numai că a deschis lucrurile altora, dar s-a condamnat pentru aceleași fapte. Nu este, așadar, o inferență mizerabilă, să concluzionăm din aceleași lucrări că unul este Dumnezeu și ceilalți vrăjitori? De ce ar trebui ca ceilalți, din cauza acestor acte, să fie socotiți mai răi decât pe acest om, văzând că îl au ca martor împotriva lui? Căci el însuși a recunoscut că acestea nu sunt operele unei naturi divine, ci invențiile anumitor înșelători și ale unor oameni temerari.”
Origen și-a scris apologia în 248. Uneori citând, alteori parafrazând, alteori doar referindu-se, Origen reproduce și răspunde la argumentele lui Celsus. Deoarece acuratețea a fost esențială pentru elaborarea apologiei contra lucrării lui Celsus, Doctrina Adevărată, majoritatea savanților sunt de acord că Origen este o sursă de încredere pentru ceea ce a spus Celsus.
Savantul biblic Arthur J. Droge a scris că este incorect să se refere la perspectiva lui Celsus ca politeism. În schimb, era un monoteist „incluziv” sau „calitativ”, spre deosebire de monoteismul „exclusiv” sau „cantitativ” evreiesc; Istoricul Wouter Hanegraaff explică că „primul are loc pentru o ierarhie a zeităților inferioare care nu scapă de unitatea supremă a Unuia”. Celsus se arată familiarizat cu povestea originilor evreiești. Având în vedere că creștinii nu au succes în afaceri (infructuosi in negoț), Celsus își dorește ca ei să fie cetățeni buni, să își păstreze propria credință, dar să se închine împăraților și să se alăture concetățenilor lor în apărarea imperiului.  Este un apel serios și izbitor în numele unității și toleranței reciproce. Una dintre cele mai amare plângeri ale lui Celsus este refuzul creștinilor de a coopera cu societatea civilă și disprețul lor față de obiceiurile locale și religiile antice. Creștinii îi vedeau pe aceștia ca fiind idolatri și inspirați de spiritele rele, în timp ce politeiștii ca Celsus le considerau lucrările demoniilor sau ale slujitorilor Zeului, care au condus omenirea la locul său pentru a-l feri de poluarea mortalității . Celsus îi atacă pe creștini ca hrănind fracțiunea și dezbinarea și îi acuză că i-a convertit pe cei vulgari și ignoranți, refuzând în același timp să discute cu înțelepții. În ceea ce privește părerile lor despre misiunea sacră și sfințenia exclusivă, Celsus răspunde izbucnind neînsemnătatea lor, comparându-le cu un roi de lilieci, sau furnici care se strecoară din cuibul lor sau broaște ce țin un simpozion în jurul unei mlaștini sau viermi în conventic într-un colț de noroi. Nu se știe câți creștini au fost pe vremea lui Celsus (populația evreiască a imperiului ar fi fost de aproximativ 6,6-10% într-o populație de 60 de milioane pentru a cita o referință.